# Imsil
Der Landkreis Imsil (kor.: 임실군, Imsil-gun) befindet sich in der Provinz Jeollabuk-do. Der Verwaltungssitz befindet sich in der Stadt Imsil-eup.

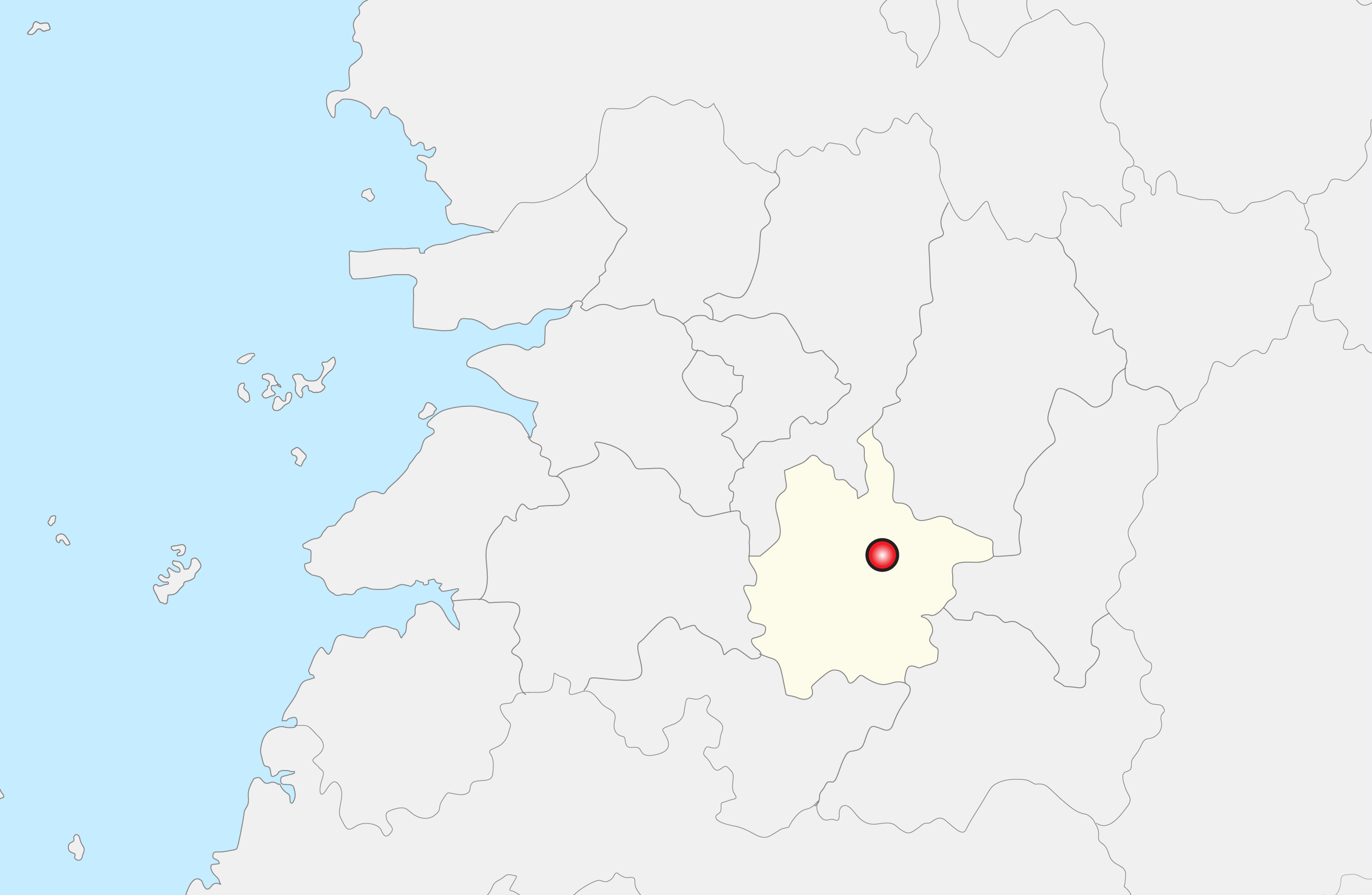
Lage des Landkreises in der Provinz Jeollabuk-do

Im Westen des Landkreises ist durch die Regulierung des Flusses Seomjingang mittels eines Staudammes der See Okjeongho entstanden.

## Administrative Gliederung
- Imsil-eup (임실읍)

- Cheong-ung-myeon (청웅면)
- Unam-myeon (운암면)
- Sinpyeong-myeon (신평면)
- Seongsu-myeon (성수면)
- Osu-myeon (오수면)
- Sindeok-myeon (신덕면)
- Samgye-myeon (삼계면)
- Gwanchon-myeon (관촌면)
- Gangjin-myeon (강진면)
- Deokchi-myeon (덕치면)
- Jisa-myeon (지사면)